# Sonic Mirror
Sonic Mirror ist ein Dokumentarfilm über Billy Cobham von 2008.

## Inhalt
Man begleitet Billy Cobham bei mehreren Auftritten: Im finnischen Espoo tritt er mit der Espoo Big Band und Randy Brecker auf, im brasilianischen Salvador trommelt er mit der Sambareggae-Gruppe Malê Debalê, in der Schweiz spielt er in einem Heim für Autisten zusammen mit den Heimbewohnern. Cobham besucht seinen Vater in Brooklyn.

## Hintergrund
Der Film war nach Moro no Brasil (2002) und Brasileirinho (2005) der dritte Dokumentarfilm von Kaurismäki zur brasilianischen Musik.

## Kritik
Raimund Gerz bei epd Film meint wohlwollend: „Zu Beginn, vor allem aber am Ende wechseln die Schauplätze im Rhythmus der Musik: Der Sound der finnischen Profis vermischt sich mit den Klängen der brasilianischen, nigerianischen und Schweizer Gruppen zu einem großen Finale.“